# Live at Ring
Live At Ring — концертный альбом группы Esthetic Education, вышедший летом 2006 года.

## Об альбоме
Live At Ring представляет собой запись концерта в киевском клубе «Ринг» 10 февраля 2006 года. Дополнен песней «Machine», до этого изданной на сингле «Leave Us Alone/Machine».

## Список композиций
Авторство всех песен — Франк/Шуров/Хусточка, кроме особо указанных.
1. Machine
2. Ordinary Saturday
3. Ejik V Tumane (Шуров)
4. Wind In The Willows
5. I Would Die For You
6. Get Yourself Together
7. War
8. Love (Франк/Шуров)
9. Mr President
10. Soul Soldier
11. Communist Manifesto (Шуров/Франк)
12. Horrible Disaster
13. Juravli I Korabli (Франк/Шуров, стихи Даниила Хармса)
14. Mary-Anne
15. Leave Us Alone (Франк)
16. Bonus: Machine

## Участники записи
- Луи Франк — вокал
- Дмитрий Шуров — клавишные, вибрафон, мандолина, фисгармония, металлофон
- Юрий Хусточка — бас-гитара, гитара, акустическая гитара, бэк-вокал
- Анатолий Шег — ударные